# バスケットボールカタール代表
バスケットボールカタール代表（Qatar national basketball team）は、カタールバスケットボール連盟により国際大会に派遣されるバスケットボールのナショナルチームである。

## 歴史
1977年、FIBAに加盟。1991年に神戸で開催されたアジア選手権で初出場。（18チーム中16位）
2003年のアジア選手権で初めて3位に入る。2004年に行われたFIBAアジアスタンコビッチカップで優勝し、翌2005年に自国で開催されたアジア選手権も2大会連続で3位となり、2006年世界選手権に初出場した。本大会では最下位に終わる。
アジア選手権に続いて自国開催となった2006年アジア大会では銀メダルを獲得した。

## 主な国際大会成績
- FIBAバスケットボール・ワールドカップ
  - 2006年 － 24位
- FIBA男子アジアカップ
  - 3位：2回（2003,2005）
- アジア競技大会
  - 2位：（2006年）
- FIBAアジアチャレンジ
  - 優勝：2004年
  - 3位：2010年、2012年